# مازيراتي جريكال
مازيراتي جريكال هي سيارة كروس أوفر فاخرة قادمة من إنتاج شركة مازيراتي الإيطالية، من المخطط بأن تباع للجمهور في عام 2023.